# Bruno Cassirer

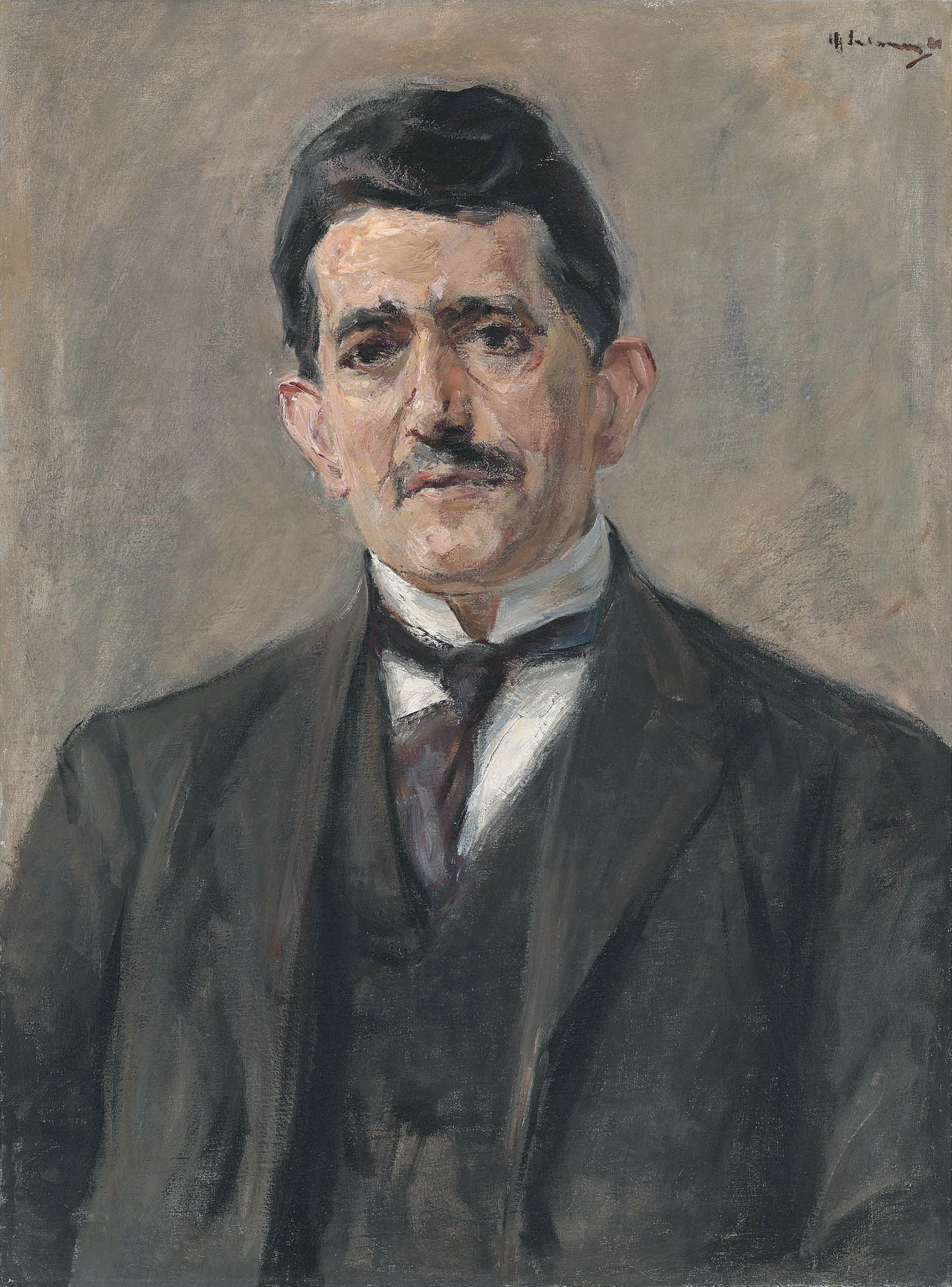
Bruno Cassirer, 1921 gemalt von Max Liebermann

Bruno Cassirer (geboren 12. Dezember 1872 in Breslau; gestorben 29. Oktober 1941 in Oxford) war ein deutscher Verleger, Galerist und Pferdezüchter aus der Familie Cassirer.

## Leben und verlegerische Tätigkeit
Bruno Cassirer wurde als zweites Kind des jüdischen Ehepaares Julius Cassirer und seiner Cousine und Frau Julcher (Julie), ebenfalls geborene Cassirer, geboren. Bruno Cassirer war ein Cousin des Philosophen Ernst Cassirer. 1890 machte Bruno Cassirer sein Abitur in Berlin am humanistischen Leibniz-Gymnasium am Mariannenplatz. Mit seinem Cousin Paul Cassirer eröffnete er am 20. September 1898 in Berlin die Bruno & Paul Cassirer, Kunst- und Verlagsanstalt in der ehemaligen Viktoriastraße 35 nahe Kemperplatz. Die beiden Verlagsgründer waren nicht nur Cousins, sondern auch gleichzeitig Schwäger, da Bruno Pauls Schwester Else (1873–1943) heiratete.
Zu den wichtigsten Kontakten während der frühen Berliner Jahre zählten die Maler und Grafiker Max Liebermann und Max Slevogt. Sie waren Mitglieder der am 2. Mai 1898 gegründeten Künstlervereinigung Berliner Secession, durch die die beiden Vettern viele bedeutende Persönlichkeiten des kulturellen Lebens Berlins kennen lernten. Auf Vorschlag des Präsidenten Liebermann und des Mitglieds Walter Leistikow wurden die Cassirers als Sekretäre für die Secession berufen, was ihnen nicht nur innerhalb der Vereinigung, sondern auch auf dem Kunstmarkt eine herausgehobene Position verschaffte. Ihre erste Galerie-Ausstellung widmeten sie den Gemälden Max Liebermanns, die zusammen mit Bildern von Edgar Degas und Constantin Meunier gezeigt wurden.

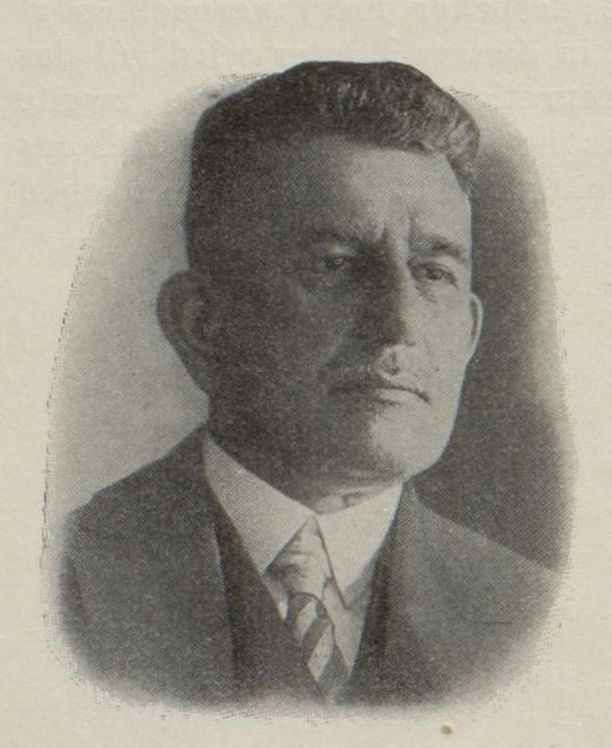
Bruno Cassirer, um 1930

In den folgenden drei Jahren stellte sich die Kunst- und Verlagsanstalt zum Hauptziel, die Kunstströmung des Impressionismus beim Publikum zu etablieren. Dazu konzentrierten sich die Vettern auf die Werke von Max Slevogt, Max Liebermann und Lovis Corinth, die ihrer Meinung nach die künstlerische Avantgarde Deutschlands darstellten.

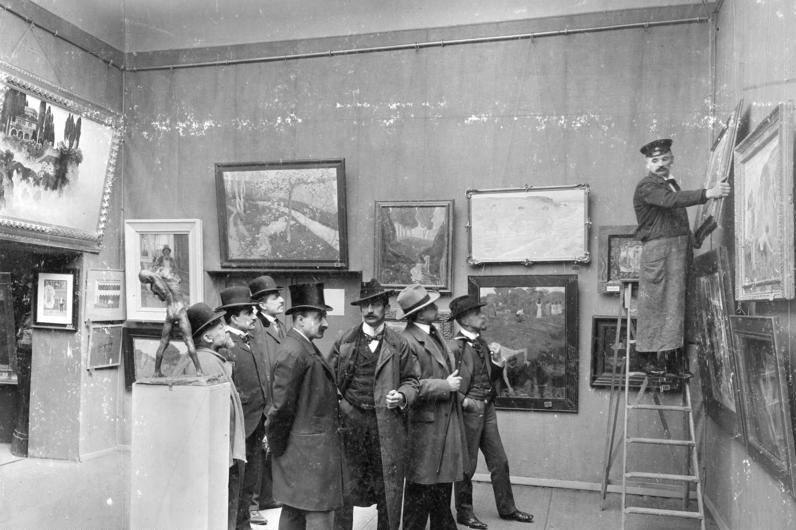
Vorstand und Hängekommission bei der Vorbereitung zur Secessions-Ausstellung in Berlin 1904, v. l. n. r.: Willy Döring, Bruno Cassirer, Otto Heinrich Engel, Max Liebermann, Walter Leistikow, Kurt Herrmann, Fritz Klimsch (Bundesarchiv)

Am 30. August 1901 lösten Bruno und Paul ihr gemeinsames Unternehmen wegen starker persönlicher Differenzen auf. Paul Cassirer führte die Galerie und den Kunsthandel weiter, während Bruno Cassirer den Verlag behielt, mit dem er in die Derfflingerstraße 15 in Berlin-Tiergarten umzog. Beide Verleger beschränkten sich gegenseitig bis 1908 auf ihren jeweiligen Unternehmensbereich. Nach der Trennung brach Bruno Cassirer den Kontakt zur Secession ab, wohingegen Paul weiterhin Mitglied war und 1912 Präsident der Gesellschaft wurde. Allerdings unterstützte B. die Vereinigung weiterhin moralisch durch seine 1902 gegründete Monatsschrift Kunst und Künstler, die von 1907 bis zu ihrer Einstellung durch die Nationalsozialisten 1933 von Karl Scheffler als Chefredakteur geprägt wurde.
Die Aufteilung des Unternehmens hatte eine nachhaltige Konkurrenzsituation der beiden Verleger zur Folge, die sich besonders in den ersten Jahren der von Paul Cassirer 1920 wieder gegründeten Zeitschrift PAN bemerkbar machte, die schon von 1895 bis 1900 erschienen war. Dennoch ergänzten sich ihre Verlagsprogramme zum Teil (speziell im Kunstbuchbereich), und viele Künstler wie Karl Walser, Rudolf Großmann, Hans Meid, aber auch Liebermann und Slevogt waren weiterhin bei beiden Verlagen tätig.
Obwohl Slevogt ebenfalls mit Paul Cassirer in Kontakt stand, veröffentlichte er die meisten seiner Werke bei Bruno Cassirer, zu dem der Illustrator eine enge Beziehung pflegte. Zu den wichtigsten hier veröffentlichten Büchern, in denen er einen neuen Zeichenstil erprobte, zählten Märchen aus 1001 Nacht: Ali Baba und die vierzig Räuber. Improvisationen (1903) sowie Sindbad der Seefahrer (1907). Der Verleger selbst publizierte nicht nur die Bücher des Künstlers, sondern brachte seine Ideen und Anregungen für die Ausformung der Grafiken bei deren Entstehung maßgeblich mit ein.
1903 trat Christian Morgenstern als literarischer Lektor in den Verlag ein, unter dessen Leitung die Zeitschrift Das Theater erschien. Hier wurden insgesamt vier Bücher des Dichters zu dessen Lebzeiten und fünf weitere aus seinem Nachlass herausgegeben.

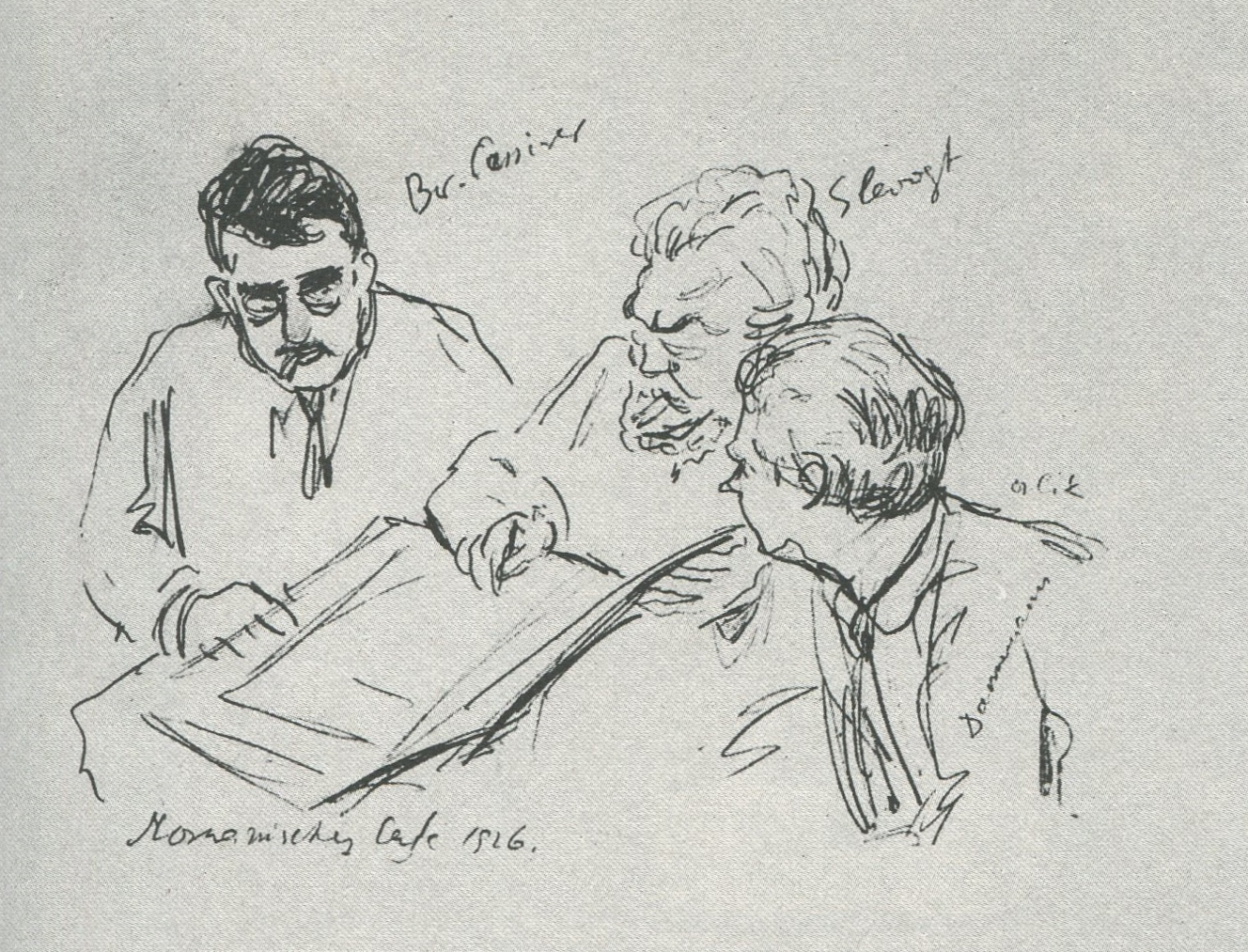
Emil Orlik: Bruno Cassirer (links), Max Slevogt und Hans Dammann, Zeichnung von 1928

Von 1931 bis 1933 betrieb Bruno Cassirer das Gestüt Lindenhof nördlich von Templin. Vor dem Kauf des Lindenhofs hatte Cassirer bereits ein Gestüt in Damsbrück betrieben. Seit 1899 hatte Cassirer die Liebe zum Pferdesport entdeckt und neben seiner Verlegertätigkeit erstklassige amerikanische Pferde importiert und war damit zu einem der bedeutendsten Traberzüchter Deutschlands avanciert. Von 1913 bis 1933 war er zudem eng mit der Trabrennbahn Mariendorf verbunden, als Investor und viele Jahre als Vorsitzender des Betreibervereins. Überragende Vaterpferde auf Lindenhof waren Colonel Bosworth und der Hambletonian-Sieger Walter Dear, dessen erster Sohn Probst Trabrennsportgeschichte auf internationaler Ebene schrieb.
Cassirer verkaufte das Gestüt 1933 in der frühen NS-Zeit. An seine Stelle trat als Eigentümer bis 1945 sein langjähriger Pferdetrainer und Freund Charlie Mills, mit dem Cassirer offenbar ein Gentleman’s Agreement abschloss, demzufolge Mills die offizielle Geschäftsführung übernehmen sollte, während Cassirer weiter den eigentlichen Gestütsbetrieb leitete. Charlie Mills gewann als Fahrer 1934 mit Cassirers Pferd Walter Dear den Prix d’Amérique in Paris. Lindenhof verfügte damals über 30 Mutterstuten.
1936 erschien das letzte Buch im Verlag Cassirer. Am 25. Februar 1937 wurde jüdischen Verlegern die Mitgliedschaft in der Reichsschrifttumskammer (RSK) entzogen. Ein Teil der Familie Cassirer emigrierte 1938 nach Oxford, wo Bruno Cassirers Schwiegersohn Günther Hell (George Hill) die Tradition des Verlages weiterführte und das Unternehmen B. Cassirer (Publ.) Ltd gründete. Das Bestreben B. Cassirers, den Verlag zusammen mit seinem Lektor Max Tau in England wieder aufzubauen, scheiterte hingegen. Zu den ersten englischsprachigen Büchern gehörten die Brief-Editionen von Edgar Degas und Paul Cézanne sowie Paul Gauguins Noa-Noa. Ferner wurde hier das vollständige Werkverzeichnis der Grafiken Goyas verlegt. Der Verlag, dessen Bücher von der Firma Faber und Faber in London ausgeliefert werden, besteht bis heute.

## Verlagsprogramm
In den ersten Jahren der Verlagsarbeit bestimmten vor allem russische Autoren das Bild des Unternehmens. Hierzu hatten die Cousins die Rechte von Dostojewski und Gorki vom S. Fischer Verlag erworben. Zusätzlich erschienen bei ihnen die Werke von Tolstoi in insgesamt 15 Bänden.
Einen weiteren Schwerpunkt im Programm bildeten wesentliche Holzschnitt- und Kupferstichwerke der Renaissance, z. B. Il Trionfo Della Fede oder Biblia Pauperum. Der Sachbereich Kunst und Kultur wies ein breites Spektrum auf, indem Schriften über Architektur wie auch über das Kunstgewerbe erschienen. Ein wichtiges Anliegen des Verlegers war es, Biografien und Lebenszeugnisse von Künstlern herauszugeben, u. a. über Edgar Degas, Max Liebermann, Jozef Israëls oder Ludwig van Beethoven. Ferner publizierte Cassirer nicht wenige Titel, die sich mit dem Impressionismus befassten, wie Émile Zolas Malerei oder Prousts Eduard Manet. Erinnerungen. Im Verlag erschienen des Weiteren Sachbücher, die sich mit künstlerischen Techniken wie der Lithografie oder der Glasmalerei auseinandersetzten. Cassirer konnte für die Gestaltung seiner Publikationen viele bedeutende Kunstwissenschaftler der Zeit wie Paul Kristeller, Max J. Friedländer, Max Leers oder Gustav Pauli gewinnen. Dabei richtete er sich mit seinen Büchern vorrangig an das gebildete und finanzstarke Bürgertum, das sich die hochwertigen Produktionen leisten konnte.
Einen weiteren Sektor im Verlagsverzeichnis nahm die schöngeistige Literatur ein, die im Vergleich zu den Kunstbüchern jedoch eine eher untergeordnete Rolle spielte. Der Autor Robert Walser trat in diesem Bereich besonders hervor und veröffentlichte bei Bruno Cassirer u. a. Geschwister Tanner und Jakob von Gunten. Ein Tagebuch. Außerdem eröffnete der Verleger eine Märchenbuch-Reihe, die bis 1927 insgesamt 15 Titel aufwies. Allerdings waren diese Werke durch ihre aufwendige Ausstattung mehr für Sammler als für Kinder gedacht.
Seit den 30er Jahren wurde das Haus zum Zentrum junger Autoren. Zu dieser Zeit zog der Verleger auch in Erwägung, mit S. Fischer zu fusionieren, wobei dieser in letzter Sekunde absagte. Ab 1933 wurden viele Autoren mit jüdischer Herkunft als unerwünscht bezeichnet (z. B. Georg Fink = Kurt Münzer, Albert Lamm oder Ludwig Winder), worauf B. Cassirer sich auf die Schriften von Christian Morgenstern konzentrierte. Der 1928 beigetretene Lektor Max Tau konnte dem Verlag mit seinem Gespür für Talente nochmal zu neuem Aufschwung verhelfen.